# Криницький Лук'ян
Лук'я́н Крини́цький гербу Кораб (15 червня 1827, Жовтанці — 26 серпня 1903, Львів) — галицький правник і громадський діяч.

## Кар'єра
Закінчив гімназію у Львові та юридичний факультет Львівського університету. З 1849 р. на судовій службі стажером у кримінальному суді, 1850—1851 рр. працював у магістраті Львова; 1853 — слухач крайового суду у Львові; 1854 — судовий уповноважений повітової комісії у Величці; 1855 р. — ад'юнкт у вищому крайовому суді, 1859 р. — секретар заступника прокурора при крайовому суді, 1863 р. — старший заступник прокурора у Кракові; 1864 р. — прокурор Самбірського окружного суду, 1869 р. — крайовий суддя; 1875 р. — президент Тернопільського окружного суду; 1897 р. радник Вищого крайового суду у Львові; з 1898 на пенсії.

## Родина
Народився 15 червня 1827 року в родині греко-католицького священика Петра Криницького (герб Кораб) і Марії з Кавецьких. Був під сильним впливом стрия Онуфрія Криницького. Брат Юліян був офіцером австрійської армії.
Одружився у 1861 році. Мав сина Богдана.

## Політична діяльність
Посол Державної ради у Відні 5-го скликання (4 листопада 1873 — 22 травня 1879) вибраний від IV курії (сільських гмін) виборчого округу № 14 (Самбір-Лука-Старий Самбір-Стара сіль-Турка-Бориня-Рудки-Комарно), а також — 8-го скликання (22 лютого 1894 — 22 січня 1897), мандат отримав від II курії (сільських гмін) виборчого округу № 8 (Тернопіль-Бережани), у додаткових виборах після відставки Євсевія Черкавського. В 5 каденції належав до Руського клубу, а в 8 каденції — до Польського кола.
Посол Галицького сейму 6-го скликання (10 жовтня 1889 — 17 лютого 1895) вибраний від III курії, виборчий округ № 5 Тернопільський.

## Нагороди
- Кавалер лицарського хреста ордена Леопольда (1893)[10].